# Superelvis

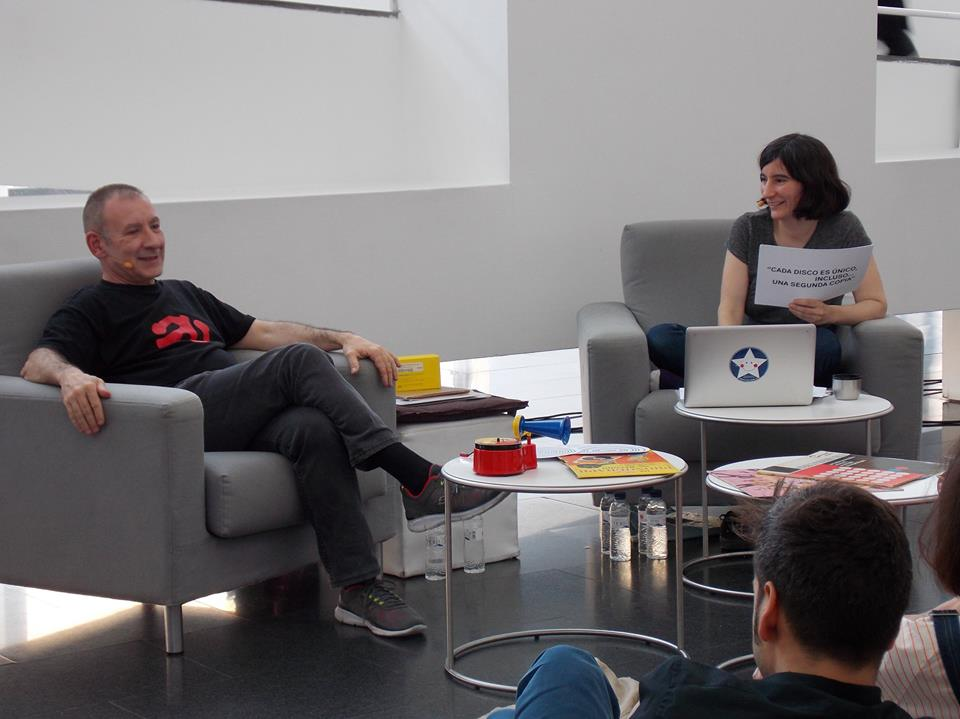
Anki Toner, veu de Superelvis, entrevistat per Ràdio Web MACBA.

Superelvis és un grup de música experimental i improvisada format a Barcelona, actiu entre els anys 1986 i 2001 i de nou des de 2023.
A la seva primera etapa el grup va enregistrar un total d'11 albums i 4 cassettes. L'any 1991 van rebre el primer premi de la Biennal de Joves Creadors de l'Ajuntament de Barcelona. L'any 1996, el seu disc Happines is stupid fou escollit Millor àlbum nacional de l'any per la revista Rockdelux. L'any 2004 la mateixa revista va incloure aquest disc entre els 100 millors discs espanyols del segle xx.

## Història
El grup es formà a Barcelona l'any 1986, inicialment per Anki Toner (veu, harmònica i textos), Meteo Giráldez (guitarra, acordió, baix, piano, viola i percussió) i Raimon Aymerich (piano, guitarra, baix, bateria, melòdica i percussió). L'any 1995 s'afegeix al grup Alfredo Costa Monteiro (acordió, piano, guitarra, baix i percussió).
Entre 1987 i 1990 van editar quatre cintes de cassette en el seu propi segell Doppler Effect Music. L'any 1991 van rebre el primer premi de la BIENNAL DE JOVES CREADORS de l'Ajuntament de Barcelona. Aquell mateix any van editar el seu primer disc “KISS ME WHEN YOU DANCE” (un LP per al segell madrileny Triquinoise). A 1992 van fitxar pel segell Por Caridad Producciones, amb els que van editar tres CDs, "WRONG SONGS" (1992), "NECESSARY LIES" (1994) i "HAPPINESS IS STUPID” (1996). Aquest disc fou escollit MILLOR ALBUM NACIONAL DE L'ANY 1996 per la revista Rock De Lux.
L'any 2004 la mateixa revista va incloure aquest disc entre els 100 millors discs espanyols del segle xx.
Després d'editar un darrer disc en directe ("HAVING FUN ON STAGE"), el cantant Anki Toner abandonà la banda l'any 1998 El grup seguí funcionant com a trio instrumental fins al 2001, editant quatre albums més pel segell Hazard Records (pel darrer d'aquests discs el grup va canviar el seu nom per "Tue-Tête"). El març de 2004 la banda al complet es reuní per tocar al comiat del "G's Club" (cicle de concerts que organitzava anualment el segell G33G).
Des del novembre del 2023 el grup torna a estar actiu amb la seva formació original.

## Estil
El grup autoetiquetava la seva música com a MUSICA EMOCIONAL DE RESISTÈNCIA. Els concerts solien ser bàsicament improvisats (a diferència dels discs d'estudi). Va ser molt comentada (sobretot en els primers anys de la seva carrera) la seva costum d'insertar la lletra d'altres cançons en les seves. En els seus temes també solien aparèixer referències musicals de diversa procedència.
Acostumaven a acompanyar-se de músics convidats (fins a set músics), tant en directe com a l'estudi. Els seus col·laboradors més habituals van ser Mark Cunningham i Jakob Draminsky Højmark. Altres col·laboradors del grup van ser Tres, Oriol Perucho, Pascal Comelade, Juan Crek, Markus Breuss, Anton Ignorant, Javier Piñango, Javier Colis, María José Peña o nuara.

## Discografia
L'any 2005 la banda decidi alliberar de drets d'autor tota la seva musica, reeditarla sota el 'netlabel' 16RPM, i fer-la descarregable gratuïtament.

### Amb Anki Toner
- KISS ME WHEN YOU DANCE (LP, Triquinoise, 1991)
- EN CASO DE DUDA, ROCK'N'ROLL (LP, Ajunt. Barcelona, 1991)
- WRONG SONGS (CD/LP, Por Caridad, 1992)
- NECESSARY LIES (CD, Por Caridad, 1994)
- HAPINESS IS STUPID (CD, Por Caridad, 1996)
- HAVING FUN ON STAGE (CD, Por Caridad, 1998)
- WHAT ABOUT BEAUTY? (CDR, Hazard, 1999)
- XVI THE TOWER / LA MAISON-DIEU (EP, G33G, 2024)

### Sense Anki Toner
- STRUCTURAL PACKAGE DESIGNS (CDR, Hazard, 1999)
- VEGETAL (CDR, Hazard, 1999)
- PORTO 18.3.2000 (CDR, Hazard, 2000)

### Tue-Tête
- LE PAUVRE HOMME ÉPUISE ATTENDAIT AVEC RÉSIGNATION DEPUIS DES HEURES DANS LE CREUX D'UN ROCHER UN SECOURS DE PLUS EN PLUS HIPOTHÉTIQUE (doble CDR, Hazard Records, 2001)

### Col·laboració ambMacromassa
- MACROELVIS SUPERMASSA: XVIII EL SOL (EP, G33G, 1994)